# Suetonius
Gaius Suetonius Tranquillus, thường gọi là Suetonius (khoảng 69 – khoảng 122), là nhà sử học La Mã vào thời kỳ đầu thời kỳ Đế quốc.
Công trình quan trọng nhất còn sót lại của ông là một chuỗi tiểu sử của liên tiếp 12 quốc trưởng La Mã, từ Julius Caesar đến Domitianus, tựa là "Tiểu sử 12 hoàng đế" (De Vita Caesarum). Công trình này được xem là giúp chúng ta có được hiểu biết đúng đắn và sâu sắc về nhìn nhận của người La Mã cổ đối với Đế quyền và cách thức thực thi nó. Ông đã ghi nhận những tư liệu sớm nhất về những cơn động kinh của Julius Caesar. Các tác phẩm khác của Suetonius nói về đời sống thường nhật ở Roma, chính trị, nghệ thuật diễn thuyết, cũng như tiểu sử các nhà văn nổi tiếng, trong đó có những nhà thơ, nhà sử học và nhà ngữ pháp. Chỉ một ít cuốn sách trong số đó còn tồn tại phần nào, song nhiều cuốn sách đã mất.

## Ấn bản
- Donna W. Hurley (trans.), Suetonius: The Caesars (Indianapolis/London: Hackett Publishing Company, 2011).
- J.C. Rolfe (trans.), Lives of the Caesars, Volume I (Loeb Classical Library 31, Harvard University Press, 1997).
- J.C. Rolfe (trans.), Lives of the Caesars, Volume II (Loeb Classical Library 38, Harvard University Press, 1998).